# OpenNI
OpenNI, acrónimo de Open Natural Interaction, es una organización sin ánimo de lucro impulsada por la industria centrada en la certificación y mejora de la interoperatibilidad de la interfaz natural de usuario y la interfaz orgánica de usuario para dispositivos de interacción natural, las aplicaciones que usan estos dispositivos y el middleware que facilita el acceso y uso de tales dispositivos.

## Historia
La organización fue creada en noviembre de 2010 y el sitio web se publicó el 8 de diciembre. Uno de los miembros principales era PrimeSense, la empresa que creó la tecnología utilizada en la Kinect, un periférico de entrada que actúa como sensor de movimiento para la videoconsola Xbox 360 de Microsoft.
En diciembre de 2010, PrimeSense liberó sus propios drivers de código abierto junto con un middleware de detección de movimiento denominado NITE. PrimeSense anunció posteriormente que había formado equipo con Asus para desarrollar un dispositivo compatible para PC similar a la Kinect, que se llamó Wavi Xtion y está programado para el lanzamiento en el segundo trimestre de 2012.
Su software está siendo usado actualmente en una variedad de proyectos de código abierto dentro del mundo académico y la comunidad de aficionados. Recientemente, las empresas de software han intentado expandir la influencia de OpenNI simplificando el funcionamiento e integración con la tecnología.
Tras la adquisición de PrimeSense por Apple, se anunció que el sitio web OpenNI.org sería cerrado el 23 de abril de 2014. Tras el cierre, las organizaciones que utilizaban OpenNI conservaron la documentación y los binarios para su uso futuro en la página Structure.io